# Redintegración
La redintegración es un proceso psicológico similar a, o que tiene como componente, el condicionamiento clásico, en el que un rasgo o situación hace que una persona recuerde, visualice o recomponga toda una situación original.
Al abrir un paquete de cigarrillos, una persona puede visualizar todo el proceso, que incluye encender una cerilla, encender el cigarrillo y dar una calada. La redintegración es una técnica usada en la terapia comportamental, por ejemplo, cuando se expone a alguien que intenta dejar de fumar a olores desagradables e imágenes vívidas de pulmones infestados de cáncer y entonces se le permite fumar. Si lo desagradable de los olores y la visión de las imágenes se impone a los impulsos a fumar, la persona puede resistir la tentación de fumar. Filosóficamente, la redintegración tiene un doble interés. Primero, el proceso puede ser importante para la prudencia.  Al centrar la deliberación presente en las consecuencias a largo plazo de la conducta, la redintegración puede ayudar a proteger intereses a largo plazo. Segundo, la redintegración otorga un papel a las imágenes visuales en la génesis de la conducta. Las imágenes aparecen en los casos paradigmáticos de redintegración. Reuniendo imágenes de pulmones cancerosos, la persona puede desistir de fumar.